# Primeo Energie

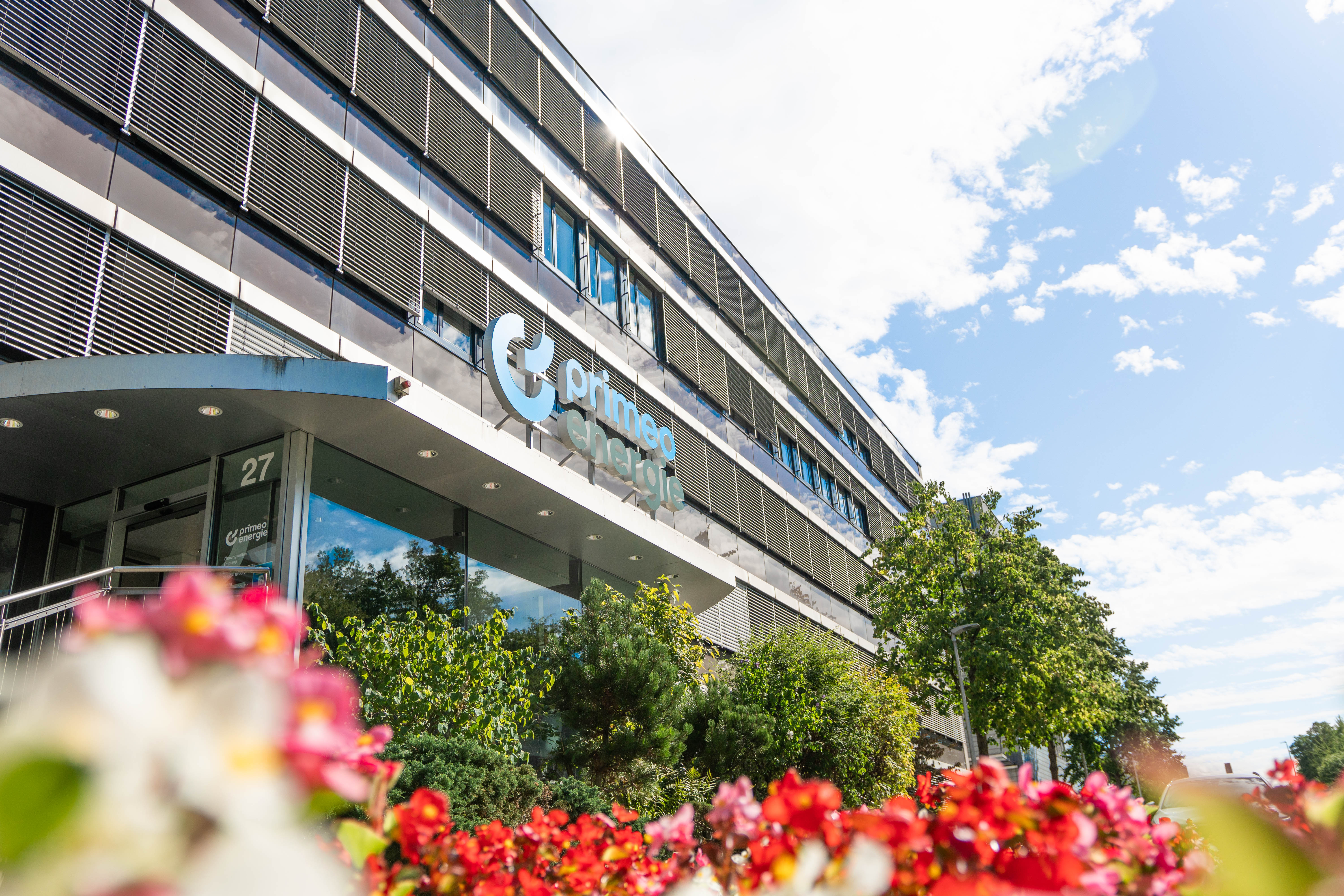
Primeo Energie Sitz in Münchenstein, Schweiz

Primeo Energie ist ein Schweizer Energieversorgungsunternehmen mit Sitz in Münchenstein. Das Unternehmen entwickelt Energielösungen für Privat- und Geschäftskunden, Energieversorgungsunternehmen, Städte und Gemeinden und versorgt in der Schweiz und in Frankreich über 180.000 Kunden mit Energie. Geschäftsfelder sind Energie, Netz, Wärme und erneuerbare Energien. Primeo Energie ist von der Produktion über den Handel bis zur Verteilung und den Vertrieb auf der gesamten Wertschöpfungskette tätig.

## Geschichte
Mit der Absicht, die elektrische Beleuchtung einzuführen und der damals neuen Idee einer genossenschaftlichen Organisationsform, gründeten der Ingenieur Fritz Eckinger und der Politiker Stephan Gschwind 1897 die Elektra Birseck Münchenstein. Das Versorgungsgebiet im unteren Teil des Kantons Basel-Landschaft und dem Solothurnischen Teil Birseck-Dorneck wurde bald erweitert. Zwischen 1906 und 1914 schloss EBM elf Gemeinden und die Stadt Saint-Louis (Haut Rhin) an das Versorgungsnetz an. Im Juni 2016 übernahm ein Konsortium aus EBM, den Städtischen Betrieben Olten (sbo) und UBS Clean Energy Infrastructure Switzerland (UBS-CEIS) gemeinsam von Alpiq die Aare Versorgungs AG (AVAG). Primeo Energie stellt seit Januar 2019 die Stromversorgung, den Betrieb und die Kundenbetreuung in den 17 AVAG-Gemeinden in der Region Olten sicher. Insgesamt versorgt Primeo Energie in den beiden Schweizer Kantonen Basel-Landschaft und Solothurn sowie im französischen Elsass insgesamt 77 Gemeinden mit Strom.
Als erstes Unternehmen in der Schweiz fördert Primeo Energie (vormals EBM) nach eigenen Angaben ab 1979 die sparsame und rationelle Energieverwendung. So tätigt Primeo Energie erste Rückstellungen zur Förderung erneuerbarer Energien und richtet eine Energie- und Umweltberatungsstelle für Kunden ein. Bei der dezentralen Wärmeversorgung hat Primeo Energie zu Beginn der 1980er Jahre das Konzept «Blockheizkraftwerk und Wärmepumpe» entwickelt und errichtete ein erstes Blockheizkraftwerk 1982.
Seit 1992 baut, fördert und beteiligt sich das Unternehmen an Photovoltaikanlagen, um Solarstrom preiswert anbieten zu können. Aus Anlass ihres 100-jährigen Bestehens im Jahre 1997 eröffnet Primeo Energie ein Elektrizitätsmuseum in Münchenstein, welches zum 125 Jahre-Jubiläum im Jahr 2022 unter dem Namen Primeo Energie Kosmos umgebaut und erweitert wurde.

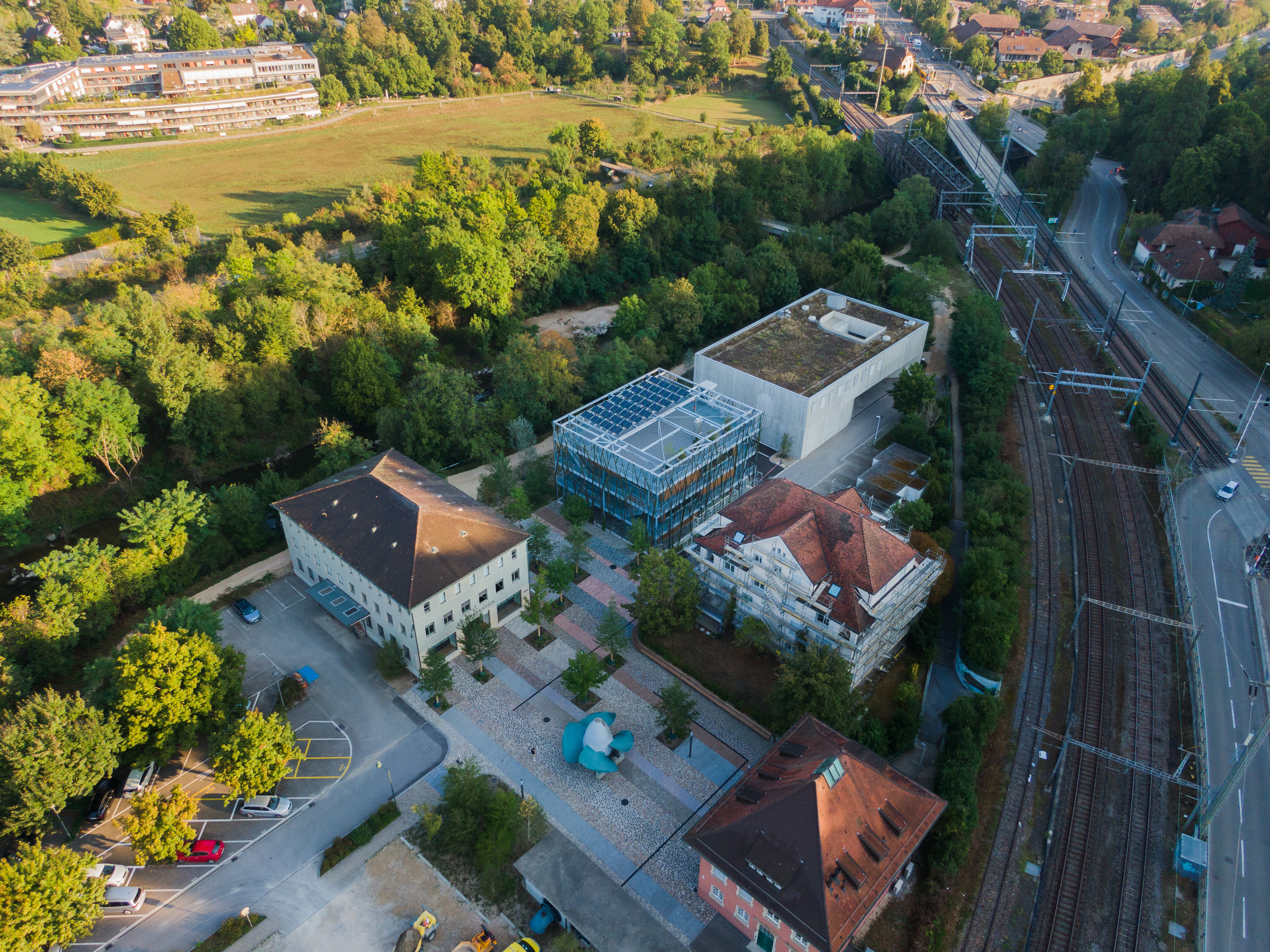
Primeo Energie Kosmos am Firmensitz in Münchenstein

Ab 2009 beginnt EBM mit der Produktion von Strom aus Wind- und Sonnenkraft. Um grosse Anlagen in Südeuropa zu realisieren, hat das Unternehmen aravis die Aravis Energy I LP gegründet. Das ist die erste Swiss Limited Partnership (Kommanditgesellschaft für kollektive Kapitalanlagen), die von der eidgenössischen Bankenkommission bewilligt wurde. Mit dem Fonds wurden Projekte mit einem Volumen von 200 Millionen Schweizer Franken entwickelt. 70 Millionen Franken hat die EBM als Hauptinvestorin gezeichnet. Mit der von der EBM getätigten Investition konnten Windparks und Photovoltaikanlagen in Italien und Spanien mit einer installierten Leistung von rund 64 Megawatt realisiert werden.
Um für Elektroautos ein einheitliches Netz an Ladestationen aufzubauen, hat EBM im Juni 2017, zusammen mit den Energiedienstleistern Alpiq, EWB und Groupe E, die MOVE Mobility AG gegründet. In der Schweiz bietet MOVE über 800 eigene Ladestationen, weitere Tausende können in ganz Europa mitbenutzt werden.
In Kooperation mit BLT (Baselland Transport AG) und Basler Kantonalbank (BKB) wurde 2018 das Sharing-System Pick-e-Bike für E-Velos und E-Scooter aufgebaut. Die Fahrzeuge können mit einer App genutzt werden. Pick-e-Bike hat sich in kurzer Zeit etabliert und zählt über 15.000 Kunden.
Um Effizienzsteigerungen im Data-to-Cash-Prozess (von den Energiedaten bis zum Inkasso) zu generieren, hat EBM mit den Elektrizitätswerken des Kantons Zürich (EKZ) und Romande Energie das Unternehmen enersuisse gegründet und per 1. Januar 2019 an den Markt gebracht. In der neuen Gesellschaft bündeln die drei Partner ihr Knowhow, um ihren Kundenservice als auch ihre Effizienz zu verbessern. Mit ihren knapp 900.000 Billing-Kunden ist es die grösste Dienstleistungsgesellschaft im Schweizer Energiesektor.
Seit Ende März 2019 tritt EBM unter dem neuen Namen Primeo Energie auf, um sich besser im überregionalen und internationalen Markt zu positionieren.

## Unternehmensform
Primeo Energie ist als privatrechtliche Genossenschaft organisiert. Oberstes Organ ist die EBM Genossenschaft Elektra Birseck, welche 1897 gegründet wurde. Die Genossenschafter sind juristische und private Personen mit Liegenschaftseigentum, die an das Stromnetz von Primeo Energie angeschlossen sind. 2022 zählte das Unternehmen nach eigenen Angaben über 57.000 Genossenschafter. Gemäss ihrer Strategie konzentriert sich Primeo Energie auf die vier Segmente «Elektrizitätsgeschäft», «Netz», «Wärme» und «Erneuerbare Energien». Entsprechend hat sie ihre Organisationsstruktur und ihren operativen Marktauftritt ausgerichtet. In der Schweiz tritt Primeo Energie in den strategischen Geschäftsfeldern mit den Gesellschaften Primeo Energie AG, Primeo Netz AG, Aare Versorgungs AG und Primeo Wärme AG auf. Ihre Aktivitäten im Bereich erneuerbare Energien bündelt Primeo Energie in ihrer Beteiligungsgesellschaft aventron. In Frankreich sind es neben der Genossenschaft EBM die Primeo Réseau de Distribution SAS, die Réseaux de Chaleur Urbains de l’Est SAS, die Primeo Energie France SAS sowie die Primeo Energie Grands Comptes SAS und die Primeo Energie Solutions SAS. Die zentralen Dienstleistungen für die Primeo Energie-Gruppe werden aus der Primeo Management AG erbracht. Alle genannten Gesellschaften sind der Holdinggesellschaft Primeo Holding AG unterstellt, die wiederum eine Tochtergesellschaft der EBM (Genossenschaft Elektra Birseck) ist.

### Elektrizitätsgeschäft
Das Elektrizitätsgeschäft beinhaltet seit Beginn 2021 und der damaligen Übernahme der Stromsparte der EKZ ausschliesslich den Strom- und Gasverkauf an marktberechtigte Kunden in der Schweiz und in Frankreich. Der Fokus liegt auf Geschäftskunden und Energieversorgungsunternehmen. Mit dem Verkaufshandel wird das Bezugs- und Absatzportfolio von Primeo Energie am Markt bewirtschaftet. Ergänzt wird die Leistungspalette mit stromnahen Dienstleistungen, wie dem Zusammenschluss zum Eigenverbrauch (ZEV), Systemdienstleistungen (SDL), langfristige Stromabnahmeverträge (Power Purchase Agreements, PPA), Abrechnungslösungen für Arealnetze mit Gewerbe- und Industriebetrieben, sind die wichtigsten Wachstumsfelder im Energiesektor. Mit ihrer in Paris ansässigen Tochtergesellschaft Primeo Energie France besitzt die Primeo Energie AG ein strategisch wichtiges Standbein, das ihre Stellung im Energiesektor insgesamt stärkt.

### Netz
Das Segment Netz umfasst den Bau, den Betrieb und den Unterhalt der Verteilnetze der Primeo Netz AG (Kantone Basel-Landschaft und Solothurn), der Primeo Réseau de Distribution SAS im Elsass und der Aare Versorgungs AG (AVAG) in der Region Olten. In der Schweiz werden die Kosten, inklusive einer staatlich festgelegten Rendite auf dem gebundenen Netzkapital, an die angeschlossenen Kunden verrechnet. Das Segment Netz beinhaltet auch den Transport, die Verteilung von Strom, die Grundversorgung und die Erbringung von netznahen Dienstleistungen, wie dem Betrieb von Netzen für Dritte, dem Hochspannungs-Contracting, der E-Mobilität und der öffentlichen Beleuchtung. Die Primeo Netz AG und die Aare Versorgungs AG (AVAG) sind Eigentümerinnen der gesamten modernen Netzinfrastruktur, vom Anschluss am schweizerischen Übertragungsnetz bis hin zum Hausanschluss (Netzebenen 2 bis 7).

### Wärme
Das Wärmecontracting stellt eine effiziente Lösung für den Bezug von Wärme für die Raumheizung und das Brauchwarmwasser dar. Primeo Energie baut Anlagen. Das Segment Wärme beinhaltet Planung, Finanzierung, Bau und Betrieb (Contracting) von Wärmeanlagen sowie den Verkauf von Wärme und Strom in der Schweiz und in Frankreich. Die Wärmeanlagen funktionieren auf Basis von Energieträgern wie Holz, Pellets, Gas und Heizöl sowie technischen Systemen wie Wärmepumpen, Abwasserwärme, thermischen Solaranlagen und Erdsonden. Als Beitrag zum Klimaschutz wird mit einer Reduktion der fossilen Energieträger der Anteil an Wärme aus erneuerbarer Energie kontinuierlich ausgebaut und erhöht. Neben Wärme nimmt Kälte einen immer höheren Stellenwert bei der Gebäudeversorgung ein. Primeo Energie betreibt 223 Wärmeverbünde und Heizanlagen in der Schweiz und in Frankreich (Stand 2022).

### Erneuerbare Energien
Die Primeo Energie-Gruppe verfügt über ausschliesslich CO2-freien und auf erneuerbaren Energien basierenden Strom. Entsprechend besteht das Segment Erneuerbare Energien aus Anteilen der konventionellen schweizerischen Stromproduktion von Alpiq, den beiden Rheinkraftwerken Birsfelden und Augst, auf welche mittels langfristiger Stromlieferverträge (LFV) zugegriffen wird, sowie zu einem grösseren Teil aus der aventron-Gruppe, mit ihren rund 90 Produktionsgesellschaften. aventron ist regional verankert, investiert in Europa und produziert Elektrizität mit Kleinwasserkraft, Windkraft sowie Sonnenkraft in der Schweiz, Frankreich, Deutschland, Italien, Spanien und Norwegen. Das Unternehmen, welches Primeo Energie (damals EBM) im Jahr 2005 gegründet hat, verfügt über eine installierte Leistung an erneuerbaren Energien von über 736 Megawatt (Stand 2022). Ziel von aventron ist, bis ins Jahr 2030 einen Anlagenpark mit einer installierten Leistung von 1000 Megawatt aufzubauen. Am 3. April 2018 haben EBM Greenpower AG und ewb Natur Energie AG sämtliche durch sie gehaltene Titel an aventron AG in die neu gegründete aventron Holding AG eingebracht. Die aventron Holding AG hält mit 62 Prozent die Mehrheit der Beteiligungsrechte an aventron. Weitere Aktionäre der aventron, die direkt mehr als drei Prozent der Aktien besitzen, sind Stadtwerk Winterthur, UBS Clean Energy Infrastructure Fund II, Reichmuth Infrastruktur Schweiz und die Gebäudeversicherung Bern. Die Titel der Gesellschaft können über die OTC-X der BEKB gehandelt werden (AVEN – ISIN CH0023777235).

## Projekte

### Energiepark ARA Morgental
In der Kläranlage Morgental, die für acht Gemeinden der Kantone Thurgau und St. Gallen die Abwasserbearbeitung sicherstellt, entsteht einer der ersten Energieparks der Schweiz. Die Kläranlage wird vom Energieverbraucher zum Produzenten von Strom und Wärme. Unter der Führung der Primeo Energie bei diesem Projekt produziert die Anlage aus Klärgas, Abwasser und Holzschnitzeln Strom und Wärme und versorgt damit Kunden in Steinach, Arbon und Umgebung. Ausserdem errichtet Primeo Energie ein Holzkraftwerk.

### Biomasse-Wärmezentrale Fernwärmeverbund Saint-Louis
Die Primeo Thermique SAS betreibt in Saint-Louis in Frankreich ein neues Kombi-Kraftwerk, das mit Biomasse Wärme und Strom für mehrere tausend Haushalte produziert. Die gesamte Anlage wurde von der französischen Primeo Energie-Tochter geplant, realisiert und finanziert. Es lassen sich damit fossile Brennstoffe einsparen und den CO2-Ausstoss jährlich um 9000 Tonnen reduzieren. Für das Projekt erhielt die Stadt Saint-Louis neben 20 weiteren Städten die Auszeichnung Grand prix national des villes in der Kategorie Bewirtschaftung von natürlichen Ressourcen und Energie. Auf Initiative der Stadt Saint-Louis hat die Primeo Thermique SAS seit dem ersten Juli 2011 das städtische Fernwärmenetz übernommen und abschnittsweise modernisiert. Bei einer Gesamtlänge von 7,5 Kilometern versorgt der Verbund 3000 Wohnungen mit Heizungswärme und Warmwasser. Pro Jahr werden etwa 34.000 Megawattstunden Wärmeenergie benötigt. Die Biomasse-Wärmezentrale wurde am 18. Oktober 2013 offiziell eingeweiht.